# Tumbaga

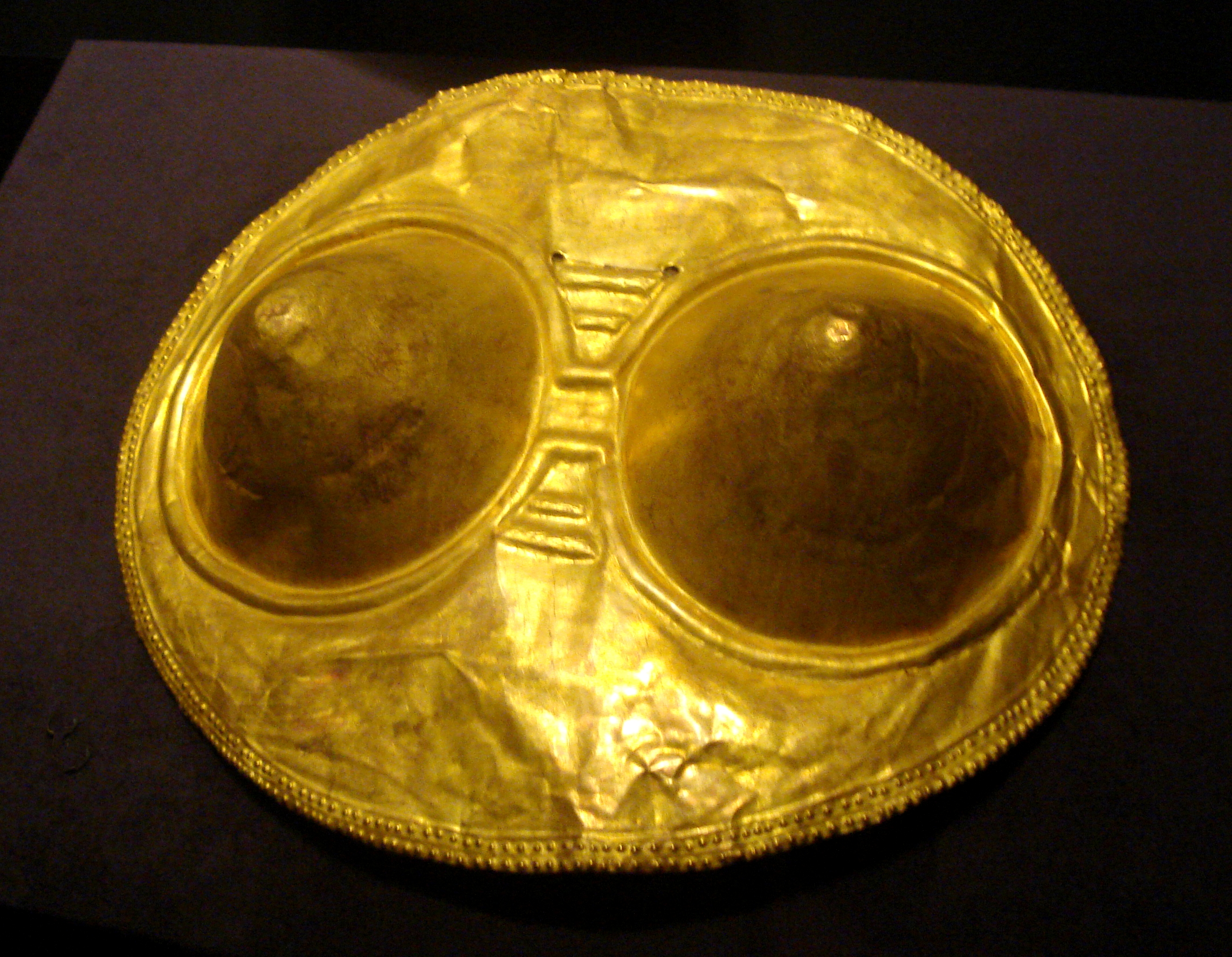
Un pectoral en tumbaga, de la culture Quimbaya; 300–1600 apr. J.-C.

Le tumbaga est le nom donné par les conquistadors espagnols à un alliage d’or et de cuivre qu’ils trouvèrent largement utilisé par les civilisations précolombiennes de Mésoamérique et d’Amérique du Sud.

## Composition et propriétés
Le tumbaga est un alliage composé principalement d'or et de cuivre selon des proportions pouvant aller de 30% à 70% pour le cuivre. Il a un point de fusion significativement plus bas que celui de l'or ou du cuivre seuls. Il est plus dur que le cuivre, mais conserve une certaine ductilité après avoir été refroidi.
Le tumbaga peut être traité avec un simple acide, tels que l'acide oxalique ou l'acide citrique, pour dissoudre le cuivre se trouvant à la surface. On obtient alors une mince couche d'or quasiment pur recouvrant la masse d'alliage or-cuivre. Ce procédé est appelé dorure par déplétion.

## Usages et fonctions
Le tumbaga était largement utilisé par les peuples précolombiens d'Amérique centrale pour fabriquer des objets religieux. Comme la plupart des alliages d'or, le tumbaga est polyvalent et pouvait être moulé, sculpté, martelé, doré, soudé, plaqué, forgé, trempé, poli, gravé ou incrusté.
La proportion d'or et de cuivre dans les artéfacts pouvait varier considérablement ; des pièces ont été trouvées avec un taux d'or de 97 % tandis que d'autres contenaient 97 % de cuivre. Certains objets en tumbaga découverts étaient composés d'autres métaux en plus de l'or et du cuivre, jusqu'à 18 % de la masse totale de tumbaga.
Les objets en tumbaga étaient souvent fabriqués en recourant à la technique du moulage à la cire, l'alliage utilisé était un mélange de cuivre (80 %), d'argent (15 %) et d'or (5 %). Les concentrations varient d'objet en objet. Une fois l'objet sorti du moule, il était brûlé, ce qui avait pour effet d'oxyder le cuivre à la surface, le transformant en oxyde de cuivre qui était retiré manuellement. L'objet était alors placé dans un bain oxydant contenant du chlorure de sodium (sel) et du sulfate de fer. Ce procédé permettait d'enlever l'argent présent en surface en n'y laissant que de l'or. En observation au microscope, les points vides précédemment occupés par l'argent et le cuivre sont clairement visibles.

## L’épave « Tumbaga »
En 1992, environ 200 lingots de « tumbaga » d'argent furent découverts dans une épave au large de l'île de Grand Bahama. Ils étaient composés principalement d'argent, de cuivre et d'or issus d'objets volés par les conquistadors de Cortès, fondus puis coulés en lingots pour le transport à travers l'Atlantique. À ce jour, ils seraient les seuls lingots connus de ce type.